# Pauroripidius pyrrholophus
Pauroripidius pyrrholophus is een keversoort uit de familie waaierkevers (Rhipiphoridae). De wetenschappelijke naam van de soort is voor het eerst geldig gepubliceerd in 1826 door Dalman.